# Wolter Hegeman
Wolter Hegeman (Harderwijk, ca. 1545 – Bronkhorst, 1582) was een Staats hopman die tijdens de Nederlandse Opstand in de 16e eeuw zo'n beruchte reputatie had verworven, dat alleen zijn naam al schrik aanjoeg bij de Spanjaarden.

## Biografie
Hij diende onder Diederik Sonoy in 1573, waar hij dat jaar in Nieuwerkerk de Spanjaarden versloeg. In 1575 voerde hij het bevel over Wieringen en wist te voorkomen dat deze in Spaanse handen viel. Een aanslag op Kampen in 1577 mislukte, maar hij wist succesvol een brug en werken te vernielen tijdens het beleg van Deventer. Het jaar daarop belegerde hij het kasteel Bleijenbeek, maar werd ingesloten door Maarten Schenk. In 1580 plunderde en brandschatte hij in opdracht van Gelre de heerlijkheid Anholt dat aan Spaanse zijde was overgegaan. Anholt viel ten prooi aan een stadsbrand. Datzelfde jaar nam hij de Dikke Tinne in Hattem in. Tijdens het beleg van Bronkhorst werd hij dodelijk getroffen door een knoop, afgeschoten door een deserteur die even daarvoor nog onder Hegeman had gediend. Twee dagen later bezweek hij aan deze aanslag.

## Bron
- Wolter Hegeman in: A.J. van der Aa (1867), Biographisch woordenboek der Nederlanden: bevattende levensbeschrijvingen van zoodanige personen, die zich op eenigerlei wijze in ons vaderland hebben vermaard gemaakt, Volume 8, uitgeverij J.J. van Brederode, p. 387